# USA:s Grand Prix East 1984
USA:s Grand Prix East 1984 eller Detroits Grand Prix 1984 var det åttonde av 16 lopp ingående i formel 1-VM 1984.

## Resultat
1. Nelson Piquet, Brabham-BMW, 9 poäng
2. Elio de Angelis, Lotus-Renault, 6
3. Teo Fabi, Brabham-BMW, 4
4. Alain Prost, McLaren-TAG, 3
5. Jacques Laffite, Williams-Honda, 2

### Förare som bröt loppet
- Michele Alboreto, Ferrari (varv 49, motor)
- Keke Rosberg, Williams-Honda (47, turbo)
- Derek Warwick, Renault (40, växellåda)
- Stefan Bellof, Tyrrell-Ford (33, olycka)
- Patrick Tambay, Renault (33, transmission)
- Philippe Alliot, RAM-Hart (33, bromsar)
- Niki Lauda, McLaren-TAG (33, elsystem)
- Nigel Mansell, Lotus-Renault (27, växellåda)
- Thierry Boutsen, Arrows-BMW (27, motor)
- Andrea de Cesaris, Ligier-Renault (24, överhettning)
- Johnny Cecotto, Toleman-Hart (23, koppling)
- Eddie Cheever, Alfa Romeo (21, motor)
- Ayrton Senna, Toleman-Hart (21, olycka)
- Riccardo Patrese, Alfa Romeo (20, snurrade av)
- Francois Hesnault, Ligier-Renault (3, olycka)
- Piercarlo Ghinzani, Osella-Alfa Romeo (3, olycka)
- René Arnoux, Ferrari (2, olycka)
- Jonathan Palmer, RAM-Hart (2, däck)
- Manfred Winkelhock, ATS-BMW (0, motor)
- Marc Surer, Arrows-Ford (0, olycka)

### Förare som diskvalificerades
- Martin Brundle, Tyrrell-Ford (varv 63)

### Förare som ej kvalificerade sig
- Huub Rothengatter, Spirit-Ford